# سان أنطونيو (تشيلي)
سان أنطونيو هي مدينة وميناء يقع في إقليم فالبارايسو على الساحل الأوسط من تشيلي، وتُعد من أهم الموانئ في البلاد على المحيط الهادئ، تبعد حوالي 100 كيلومتر جنوب غرب العاصمة سانتياغو، وتلعب دورًا اقتصاديًا مهمًا في التجارة البحرية والتصدير.

## نبذه
تأسست المدينة في القرن الثامن عشر، ونمت تدريجيًا بفضل موقعها الاستراتيجي، وأصبحت اليوم مركزًا حضريًا مهمًا يضم ميناءً حديثًا يستخدم في تصدير المنتجات الزراعية والتعدينية، خاصة من وسط البلاد.
يعمل جزء كبير من سكان المدينة في قطاعي النقل البحري والصيد، إلى جانب الأنشطة التجارية والخدمات، كما تُعرف المدينة بجوها الساحلي المعتدل، وشواطئها الجذابة، مما يجعلها وجهة سياحية محلية خاصة في فصل الصيف.